# Jane Henson
Pour les articles homonymes, voir Henson.
Jane Ann Nebel, devenue après son mariage Jane Henson (née le 16 juin 1934 dans le quartier du Queens à New York et morte le 2 avril 2013  à Greenwich dans le Connecticut) est une marionnettiste américaine.
Épouse de Jim Henson, créateur des Muppets, elle contribue au succès des personnages du Muppet Show en travaillant comme partenaire artistique de son mari. Elle est la fondatrice de la Jim Henson Legacy, qui préserve et perpétue l'héritage artistique de son époux.

## Biographie
Elle naît à New-York sous le nom de Jane Ann Nebel. Sa rencontre avec Jim Henson se produit dans les années 1950 alors qu'ils étudiaient dans une classe de marionnettistes à l'Université du Maryland. Une complicité se noue qui les amènera à travailler conjointement au lancement de l'émission Sam and Friends, le 9 mai 1955. La série met en scène les aventures de personnages humanoïdes, dont Sam, le protagoniste. Parmi les compagnons de ce dernier, apparaît un personnage nommé Kermit, dont l'apparence évoque davantage un lézard qu'une grenouille, mais dont la popularité croît jusqu'à devenir la marionnette préférée de son créateur. En 1976, le personnage acquiert ses lettres de noblesse en figurant comme le présentateur vedette du Muppet Show, après avoir fait de nombreuses apparitions dans l'émission pour enfants Sesame Street. La  Jim Henson Company est officiellement créée en 1958.
Jim et Jane se marient en 1959. De leur union naissent cinq enfants : Lisa (1960), Cheryl (1961), Brian (1963), John (1965) et Heather (1970). Dans les années 1960, Jane se consacre à leur éducation, tout en gardant un œil sur le succès croissant des personnages créés par son mari. Elle forme au doublage son remplaçant, Frank Oz, et en 1978, engage le marionnettiste Steve Whitmire, qui, après plusieurs années de travail au sein de la Jim Henson Company, succède à Jim Henson pour reprendre l'animation du personnage de Kermit à la disparition de son créateur, survenue le 16 mai 1990.
Jim et Jane Henson se séparent en 1986, mais restent très liés malgré leur divorce. Deux ans après la mort de son ex-mari, Jane fonde la Jim Henson Legacy pour préserver et perpétuer le travail et l'héritage artistique de Jim. Ses enfants Lisa et Brian sont respectivement directeur et président de la Jim Henson Company.
Souffrant d'un cancer, Jane Henson décède à son domicile de Greenwich, dans le Connecticut, le 2 avril 2013, âgée de 78 ans.